# Klallam (Indianie)

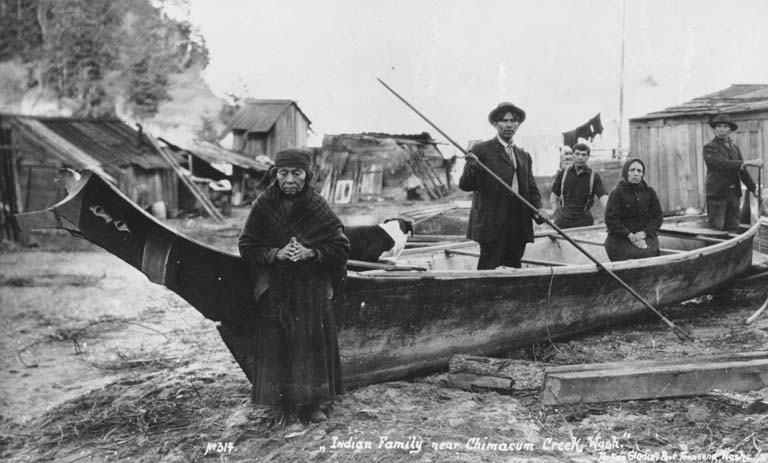
Indianie klallam, 1914 r.

Klallam (nazwa własna: nəxʷsƛ̕ay̕əm) – plemię z grupy Saliszów Nadmorskich, zamieszkujące na półwyspie Olympic w północnej części stanu Waszyngton w USA i w niewielkim stopniu na południu kanadyjskiej wyspy Vancouver. Posługiwali się kiedyś już wymarłym językiem klallam. Mieszkali w prostokątnych domach z desek, a do ich głównych zajęć należało rybołówstwo. W 1997 r. ich populacja wynosiła kilka tysięcy osób.